# Molly's Revenge
Molly's Revenge è un gruppo musicale statunitense di origini britanniche che ha un repertorio acustico di musica celtica . È un quartetto vocale e strumentale che viene affiancato spesso da una cantante.
Le musiche del gruppo  riflettono i canoni della musica irlandese e di derivazione scozzese basate sui classici della tradizione. Il suono da loro prodotto è quindi dato da una combinazione di bagpipe, whistle (fischietto), chitarre e violini cui si aggiungono sovente bouzouki, bodhrán e mandola.
Il gruppo è attivo dal 2003 ed ha partecipato a diversi festival di musica folk degli Stati Uniti, in Australia e in Cina.
Incide per l'etichetta discografica Molri Music.

## Componenti
- David Brewer - whistle, bagpipe; ha studiato in Scozia ed è autore di circa duecento motivi in stile traditional, utilizzati anche per il cinema indipendente e per la televisione.
- John Weed - violinista; ha studiato e vissuto a Doonbeg, nella contea di Clare.
- Pete Haworth - canto e bouzuki; è cresciuto a Blackburn, Lancashire, Inghilterra; si è trasferito in California con la famiglia nel 1982.
- Stuart Mason - chitarra; autore formatosi sul bluegrass; tiene corsi di formazione sulla musica celtica; ha ottenuto in carriera riconoscimenti dalla West Coast Songwriters Association.
- Moira Smiley - cantante; specializzata nel canto di brani della tradizione irlandese, ha inciso anche per il cinema e la televisione.

## Discografia
- Live at the Expresso Garden (2003)
- Appalachian Bride (album a firma del solo Stuart Mason, 2004)
- Living Tradition (album a firma del solo David Brewer, 2004)
- Four (2004)
- YuleDance (con Jesse Autumn, 2006)
- Raise the Rafters (2006)
- Rua (2006)
- The Western Shore (con Moira Smiley, 2008)